# Hồ Vũ Uy
Hồ Vũ Uy (tiếng Anh: George Hu, tiếng Trung: 胡宇崴; sinh ngày 24 tháng 7 năm 1982 ở New York) là một diễn viên, ca sĩ người Đài Loan. Anh có niềm đam mê võ thuật từ thuở nhỏ, khi lên 7 anh đã học nhiều môn võ thuật khác nhau, trong suốt năm khi anh còn ngồi trên ghế nhà trường anh đã nhận đựợc nhiều thành tích về bộ môn võ thuật đựợc tổ chức tại Mỹ anh có 18 giải thửởng như: Huy chương vàng – Henry Cho, huy chương vàng – Wushu Kung Fu Federation.

## Sự nghiệp diễn viên
Sau khi tốt nghiệp Đại học Niuyue Shengnuo Hope chuyên ngành thiết kế đồ họa vi tính, Hồ Vũ Uy được người bạn thân giới thiệu với nhà quản lý nổi tiếng Dương Đăng Khoa, sau đó được mời sang Đài Loan ký hợp đồng làm diễn viên. Vào tháng 3 năm 2005, Hồ Vũ Uy chính thức gia nhập làng giải trí Đài Loan, cùng thời điểm ký hợp đồng với anh còn có nữ diễn viên Diêu Thái Dĩnh. Tại đây, Hồ Vũ Uy được sắp xếp theo học lớp bồi dưỡng diễn xuất và học tiếng Quan Thoại để chuẩn bị cho công việc đóng phim. Phim Viên Ngọc Bích là bộ phim đầu tay của anh, nên mọi việc trên phim trường đối với anh đều rất mới mẻ, như lần được các ký giả đến trường quay để phỏng vấn, vì không quen nói chuyện trước đám đông, lại chưa nói chuẩn tiếng Quan Thoại, nên anh luôn bị lúng túng, mất tự nhiên. Tuy là một diễn viên mới, nhưng trong thời gian 1 tháng quay ngoại cảnh tại Đảo Hải Nam, có nhiều du khách thấy Hồ Vũ Uy đóng chung phim với Hoắc Kiến Hoa và Tôn Lệ, đã đến xin chữ ký, chụp ảnh với anh, dù họ không biết anh là ai,chỉ bấy nhiêu thôi cũng đủ để Hồ Vũ Uy cảm nhận niềm hạnh phúc, khi được nhiều người yêu mến. Nhà chế tác Thôi Bảo Châu nhận xét, dù là lần đầu tiên diễn xuất, nhưng Hồ Vũ Uy có biểu hiện rất đáng khen, vượt cả sự mong đợi của bà và đạo diễn. Bà còn dự đoán, Hồ Vũ Uy không chỉ sẽ trở thành gương mặt sáng giá của màn làng giải trí trên màng ảnh nhỏ Đài Loan, Trung Quốc, tương lai nghề nghiệp của anh còn tiến xa hơn nữa.

## Phim

### Phim truyền hình
1. Emerald on the Roof (GTV, 2006) - Viên Ngọc Bích
2. Love at First Fight (2007) - Võ Thập Lang
3. The X-Family (GTV, 2007)
4. Romantic Princess (CTV, 2007) - Công Chúa Nhà Tôi
5. Lan Qiu Huo (CTV, 2008)
6. Love Now (2012 -2013) - Yêu Ngay Kẻo Lỡ
7. Lian Xia (2013) - Luyến Hạ
8. Lan Lăng Vương (2013) - An Đức Vương (Ngũ Gia)
9. Gọi Tên Tình Yêu (2014)